# OpenMosix

Transfers in een openMosixcluster

OpenMosix is een opensource-cluster-managementsysteem dat single-system image- (SSI-)capaciteiten bezit. Deze capaciteiten stellen het in staat om automatisch taken te verdelen over beschikbare clusternodes. Het stelt programmaprocessen, en niet programmathreads, in staat om van een langzamere node naar een andere, snellere, node te migreren.
Dit is zeer bruikbaar voor het werken met parallelle en intensieve I/O-applicaties. Het is vrijgegeven als een patch voor de Linux-kernel maar is ook beschikbaar op gespecialiseerde LiveCD's en als een afzonderlijke Gentoo Linux-kernelkeuze.
OpenMosix wordt momenteel als stabiel beschouwd op de x86-architectuur maar er is ook ondersteuning voor de AMD64-architectuur.
OpenMosix werkt op dit moment met de 2.4- en de 2.6-Linuxkernel (userlandsoftware is nog steeds in ontwikkeling voor de 2.6-kernel).
De ontwikkeling van openMosix is gestart op 10 februari 2002 door Moshe Bar als reactie op het nieuws dat MOSIX gesloten software werd.
Op 1 maart 2008 werd de ontwikkeling van openMosix stopgezet. Het LinuxPMI-project bouwt verder op de broncode van openMosix.